# Cercul orizontal (Limbul)
Cercul orizontal (Limbul) este o parte componentă a unui teodolit clasic. Limbul poartă gradațiile, în sensul mersului acelor unui ceasornic.